# Atlético Rio Futebol Clube
Atlético Rio Futebol Clube é um clube empresa da cidade do Rio de Janeiro, fundada a 10 de maio de 2002.

## História

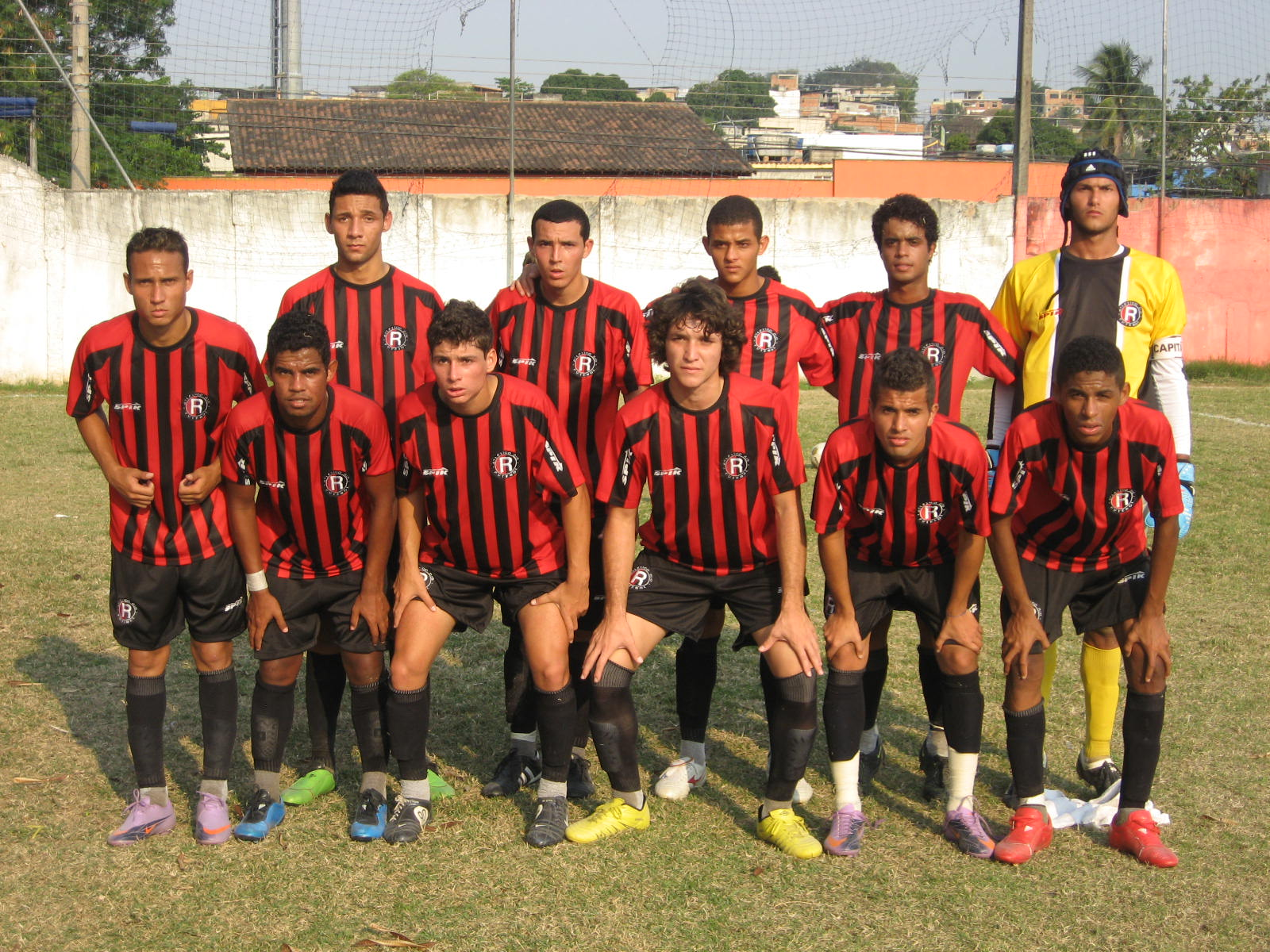
Equipe de Juniores do Atlético Rio em 2010.

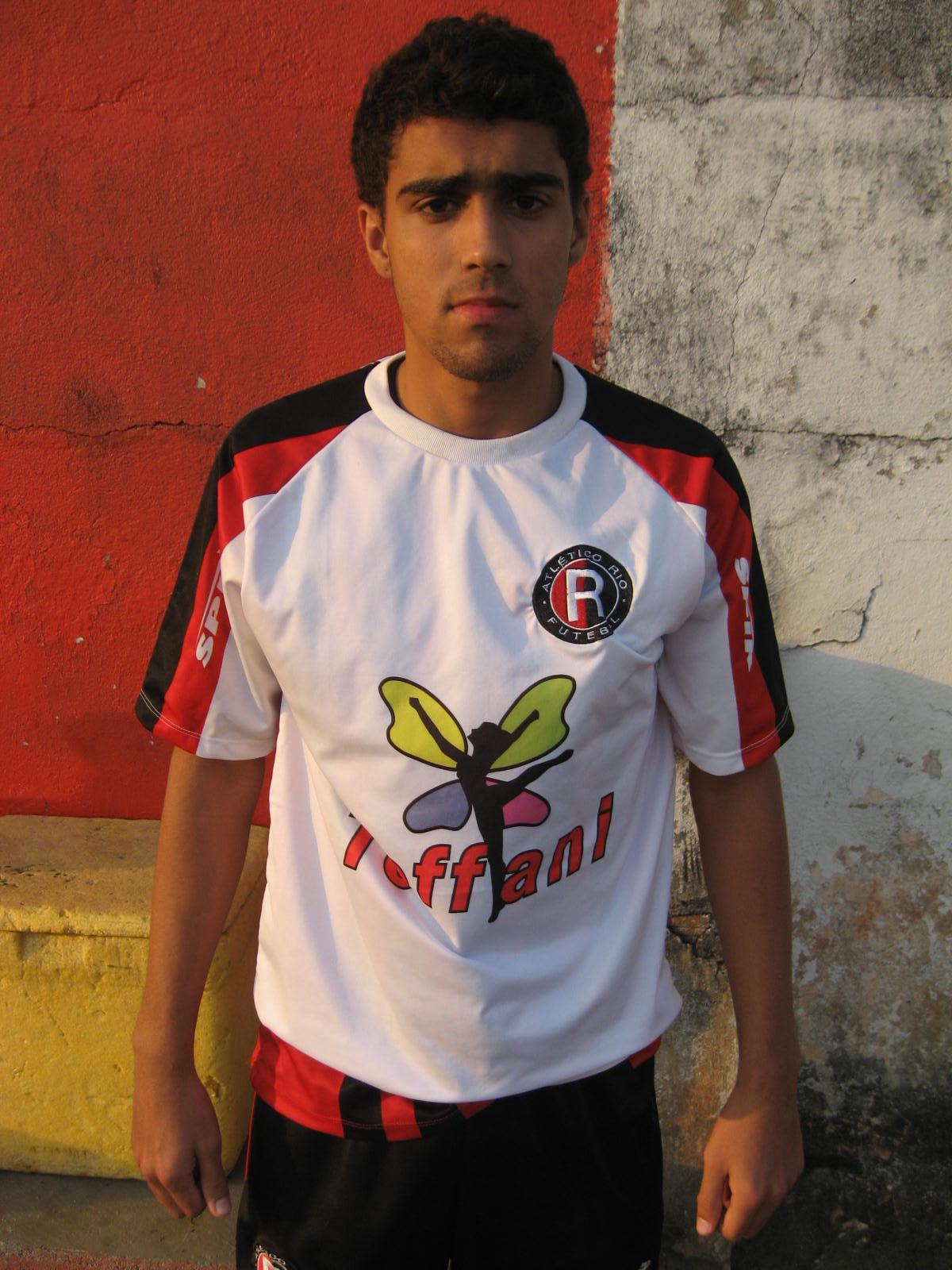
Uniforme reserva

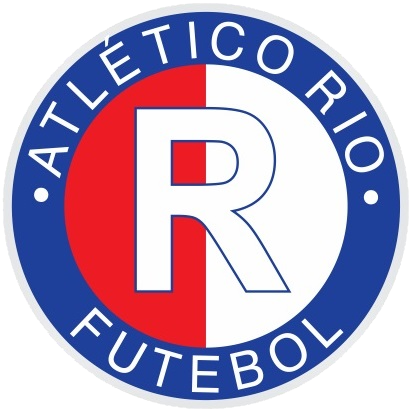
Escudo utilizado entre 2007 e 2010.

Surge inicialmente como Atlético Clube Forças do Bem, pertencente a uma ONG com um projeto social na Baixada Fluminense para crianças, denominada Instituto Forças do Bem.
Disputa o Campeonato Estadual da Terceira Divisão de Profissionais em 2003. Na primeira fase termina em terceiro e se classifica para a seguinte. Na segunda fase termina como líder e avança. Contudo, acaba eliminado depois, não chegando à fase final.
Em 2004, disputa novamente a Terceira Divisão, se classificando em segundo lugar na primeira fase. Mas é eliminado antes da fase semifinal.
Em 2005, se licencia das competições profissionais. No ano seguinte também desiste de participar da Terceira Divisão.
Começa uma parceria com clubes do norte do país. A agremiação envia jogadores para o Náutico Futebol Clube, de Roraima, e posteriormente para o Atlético Roraima Clube.
Em 2007, retorna com o novo nome de Atlético Rio Futebol Clube LTDA. Acaba eliminado da primeira fase do campeonato ao ficar em último no seu grupo. Em 2008, se licencia novamente das competições. Durante o período de inatividade no Rio de Janeiro, ocorre um intercâmbio da agremiação com o Atlético Roraima Clube resultando no tricampeonato estadual.
Retorna em 2010 à disputa da Terceira Divisão do Rio de Janeiro com novas cores: vermelha e preta em substituição ao vermelho, azul e branco. Passa a mandar os jogos em Itaguaí.
É presidido por Damásio Desidério, que já foi presidente da escola-de-samba ARES Vizinha Faladeira e faz parte da Unidos de Vila Isabel.
A sede administrativa se situa no bairro da Praça da Bandeira, na cidade do Rio de Janeiro.

## Estatísticas

### Participações
|  | Participações em 2018 |

| Competição          | Temporadas | Melhor campanha      | Estreia | Última | P | R |
| Série B2 do Carioca | 6          | 19.º colocado (2014) | 2003    | 2014   | – | – |